# Retrato díptico de los padres de Durero

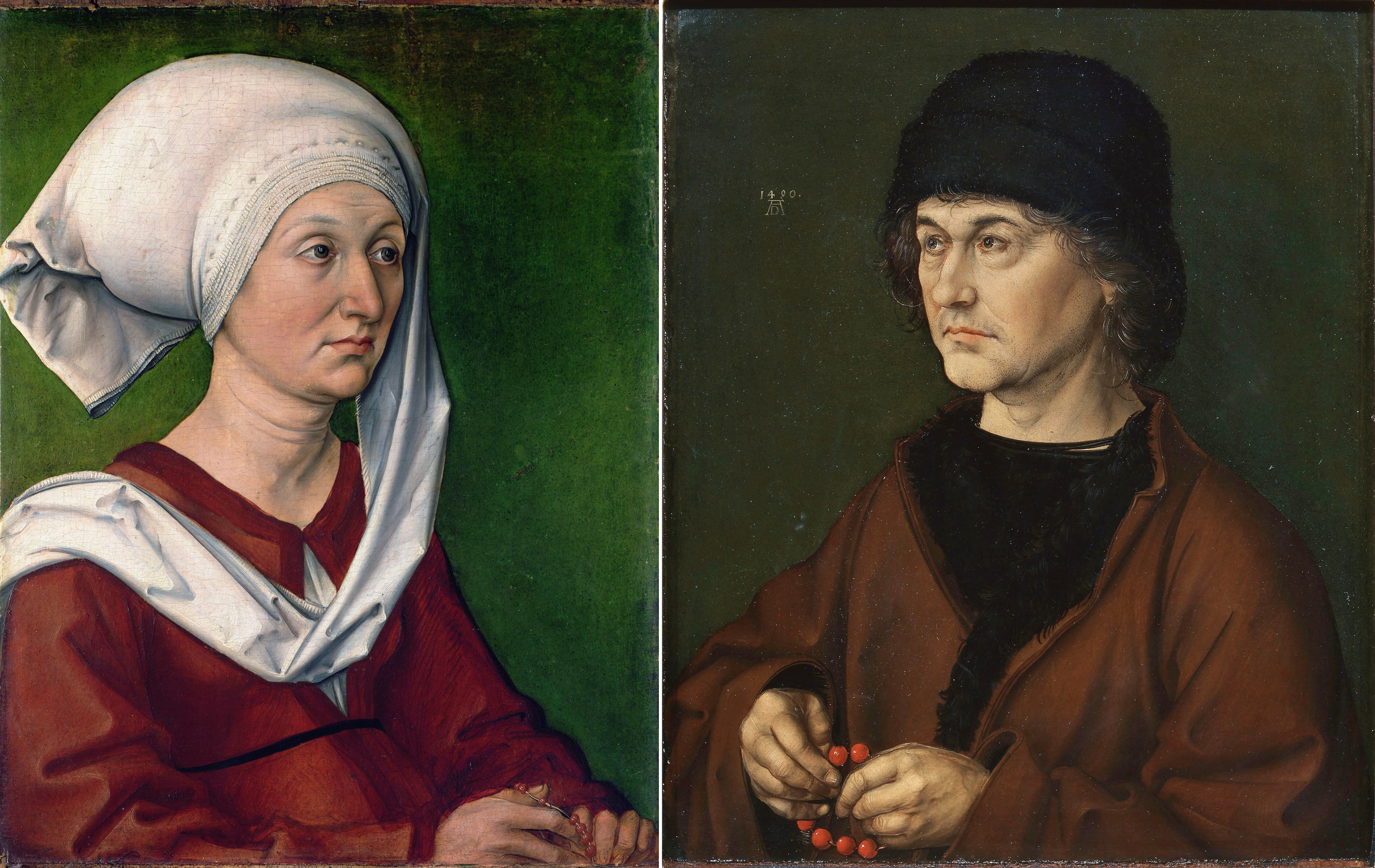
A la izquierda, retrato de Bárbara Holper. De 47 cm x 36 cm. Germanisches Nationalmuseum, Núremberg. A la derecha, retrato de Alberto Durero el Viejo, De 47.5 cm x 39.5 cm. Galería de los Uffizi, Florencia. Ambos óleos sobre tabla de conífera, realizados en torno al año 1490

El Retrato díptico de los padres de Durero (o Padres de Durero con rosarios) es el nombre colectivo de dos retratos sobre tablas de fines del siglo XV realizados por el pintor y grabador alemán Alberto Durero. Muestran a los padres del artista, Bárbara Holper (c. 1451–1514) y Alberto Durero el Viejo (c. 1427–1502), cuando aquella tenía alrededor de 39 años y este 63. Son un registro de los efectos físicos y emocionales del envejecimiento. Los Durero eran una familia unida y mediante estos retratos el pintor puede haber pretendido demostrar sus habilidades a sus padres o bien tener un recuerdo de ellos durante sus viajes como oficial pintor.
Fueron  creados para ser colgados uno junto al otro o bien como un díptico. Sin embargo, esta disposición puede haberse concebido posteriormente, pues el retrato de Bárbara parece ejecutado algo después del de su marido y es inusual que en retratos pareados se coloque al marido a la derecha del espectador. Entre ambos retratos, se considera al del padre la obra superior y se lo ha descrito como uno de los más exactos y sinceros del pintor. Los dos forman parte de un conjunto de cuatro pinturas que Durero hizo de sus padres, que examinan sin sentimentalismos el deterioro que causa la edad. Textos suyos posteriores elogian a ambos padres y evidencian el cariño y respeto que el pintor sentía por ellos.
Cada tabla mide 47.5 cm x 39.5 cm, pero la de la izquierda está cortada. Han estado separadas al menos desde 1628, hasta que el retrato de Bárbara –que por mucho tiempo se consideró perdido– fue reatribuido a Durero en 1977. Los dos retratos se volvieron a reunir en la exposición de 2012 del Museo Nacional Germano, titulada "El primer Durero".

## Fuentes e influencias

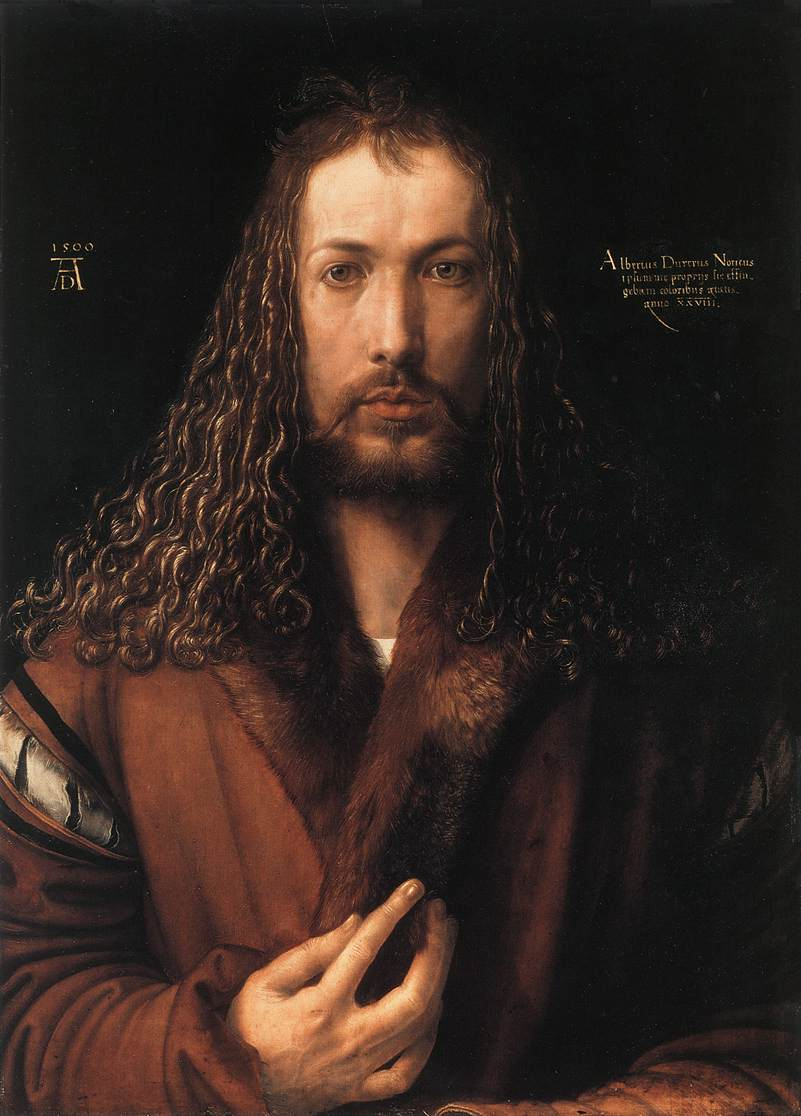
Alberto Durero, Autorretrato cristológico, 1500. Alte Pinakothek, Múnich

### Bárbara Holper

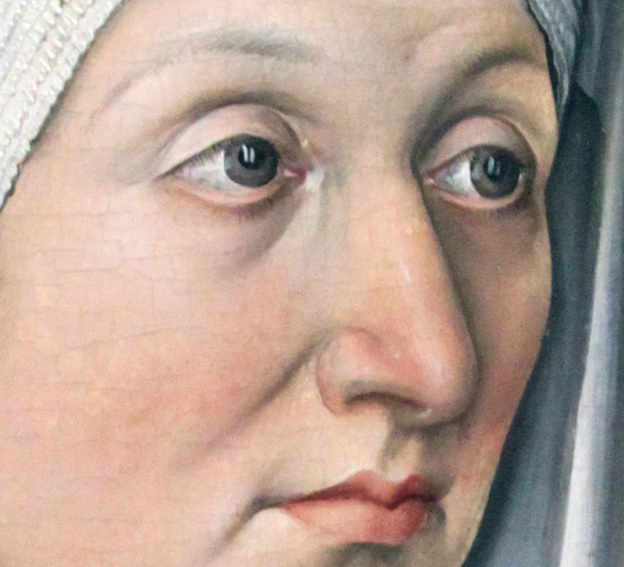
Detalle del retrato de Bárbara

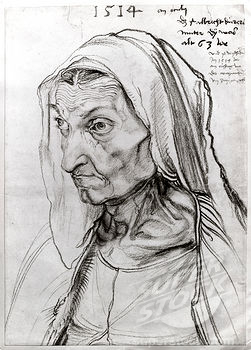
Retrato de la madre del artista a la edad de 63, marzo de 1514. Kupferstichkabinett, Berlín. El dibujo fue terminado dos meses antes de que muriera

### Alberto Durero el Viejo

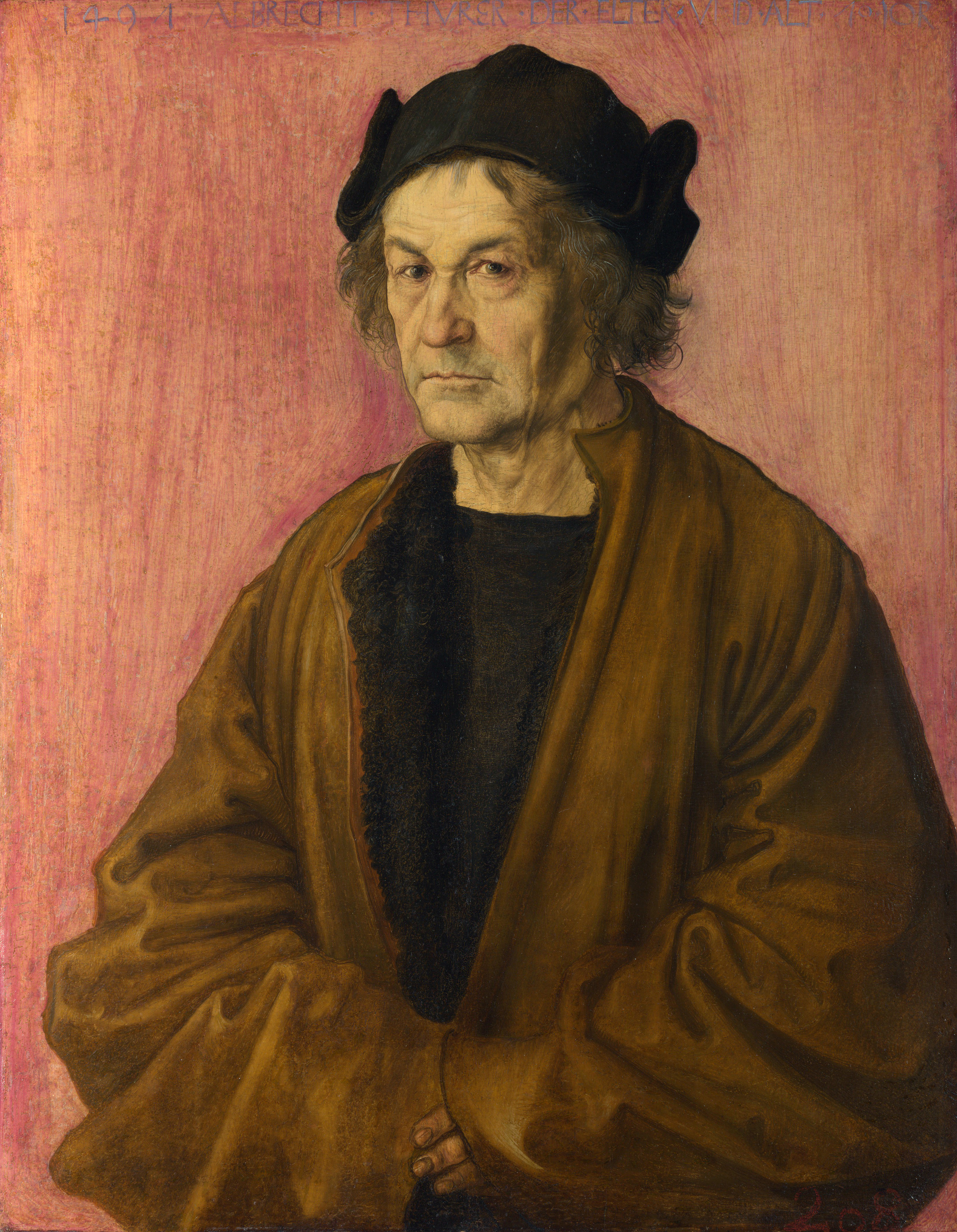
Retrato del padre de Durero a los 70 años, 1497. Óleo sobre tabla de tilo, Galería Nacional, Londres

## Procedencia y atribución

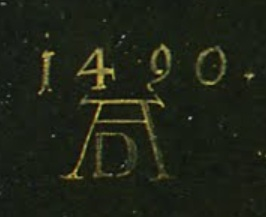
Detalle que muestra el monograma de Alberto Durero